# Sport professionistico
Lo sport o diporto professionistico è una categoria economica che riguarda chi riceve compensi in denaro per praticare un'attività sportiva, sia come occupazione principale che, più raramente, accessoria.
È storicamente oggetto di analisi giuridica, economica e sociologica, per i risvolti che esso comporta sia nella cultura di massa che nella produzione di ricchezza di un Paese.
Avendo infatti il professionismo favorito la ricerca delle migliori prestazioni, esso è alla base anche dell'incremento di popolarità dello sport, a sua volta alla base dell'incremento dell'afflusso di denaro in una data disciplina; tuttavia ciò ciclicamente è fonte di critiche in particolare da parte di chi si informa ai principi ispiratori di Pierre de Coubertin, sostenitore dello sport dilettantistico e dell'agonismo inteso solo come competizione e svago.
Tale visione è contestata da chi sostiene che il dilettantismo favorisca solamente chi può praticare sport senza preoccuparsi del proprio mantenimento economico e, quindi, sia in definitiva un approccio classista all'accesso alla pratica agonistica.
Emblematico è lo scisma del rugby che diede vita al rugby league avvenuto nel 1895 quando ad Huddersfield venne fondata la Northern Rugby Football Union. Dal 1892 sempre più frequenti erano le accuse di professionismo che venivano mosse ad alcuni club rei di aver pagato giocatori per le loro prestazioni.
In numerose discipline sportive, comunque, il professionismo costituisce solamente il vertice della piramide dei praticanti, la cui base è largamente dilettante: è il caso, tra quelle più diffuse, del calcio, o della pallacanestro.